# Matobosaurus maltzahni
Espèce
Synonymes
- Gerrhosaurus maltzahni De Grys, 1938
- Gerrhosaurus validus maltzahni De Grys, 1938

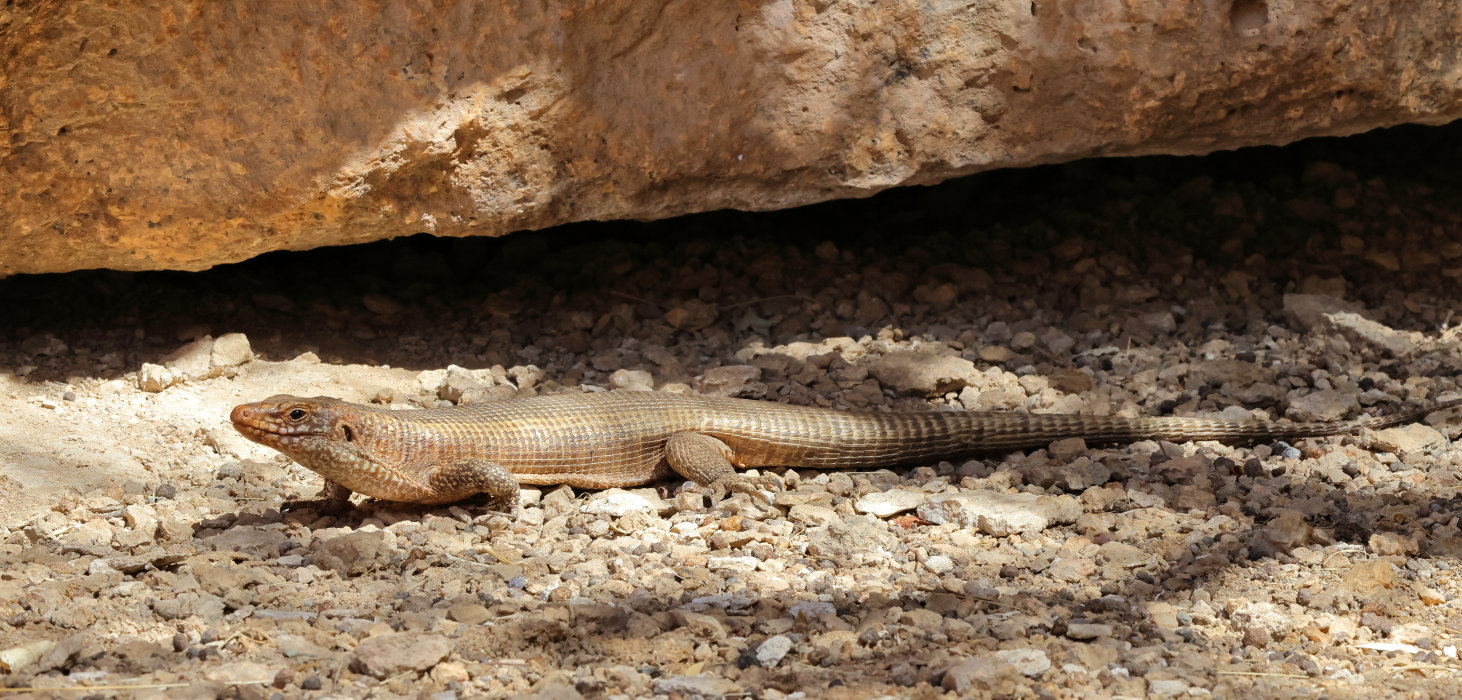

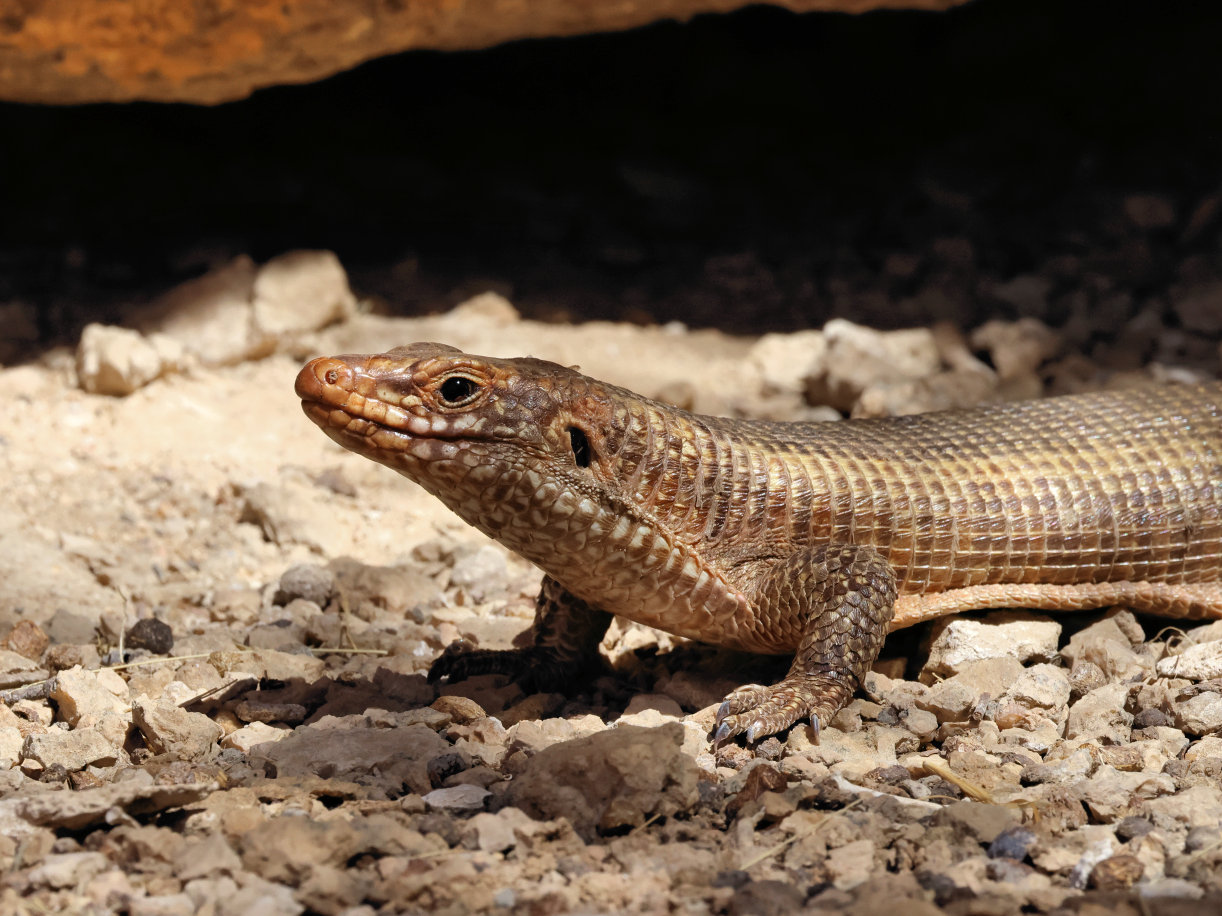

Matobosaurus maltzahni est une espèce de sauriens de la famille des Gerrhosauridae.

## Répartition
Cette espèce se rencontre en Namibie et dans le sud de l'Angola.

## Description
Cette espèce est ovipare.

## Publication originale
- De Grys, 1938  : Gerrhosaurus maltzahni spec. nov. Zoologischer Anzeiger, vol. 124, no 3/4, p. 58-60.